# Capsula fibrosa di Glisson
La capsula fibrosa di Glisson (o guaina epatobiliare di Glisson)  è un rivestimento di tessuto connettivo denso che, a livello dell'ilo epatico, circonda i vasi e i nervi, accompagnandoli nel loro decorso fino ai segmenti epatici. È in diretta continuità con la capsula fibrosa del fegato, la quale, a differenza della capsula fibrosa di Glisson, non possiede terminazioni nervose.
È così denominata in onore del medico inglese Francis Glisson, mentre a Joseph-Pierre Pétrequin si devono le prime ipotesi sulla sua funzione.